# Văn Thánh, Liêu Dương
Văn Thánh (chữ Hán giản thể: 文圣区, âm Hán Việt: Văn Thánh khu) là một quận của địa cấp thị Liêu Dương, tỉnh Liêu Ninh, Cộng hòa Nhân dân Trung Hoa. Quận Văn Thánh có diện tích 38 km², dân số 170.000 người. Mã số bưu chính của Văn Thánh là 111000. Chính quyền nhân dân quận đóng ở số 165, đại lộ Tân Vận. Về mặt hành chính, quận Văn Thánh được chia ra thành 6 nhai đạo biện sự xứ. Các đơn vị này lại được chia thành 45 uỷ ban xã cư, 4 ủy ban thôn.
- Nhai đạo biện sự xứ: Văn Thánh, Võ Thánh, Tương Bình, Nam Môn, Đông Hưng, Khánh Dương.